# Тячевка
Тячевка (укр. Тячівка) — село в Тячевской городской общине Тячевского района Закарпатской области Украины.
Население по переписи 2001 года составляло 1555 человек. Почтовый индекс — 90500. Телефонный код — 3134.